# 제12SS기갑사단 히틀러유겐트
제12SS기갑사단 히틀러유겐트(12. SS-Panzer-Division Hitlerjugend)는 제2차 세계 대전 당시 동부 및 서부 전선에서 활동한 독일 무장 친위대 청소년 기갑 사단이다. 여타 무장 친위대 부대들처럼 히틀러유겐트 또한 뉘른베르크 재판에서 범죄 조직이라는 판결을 받았다. 제12 SS 기갑 사단은 특히 노르망디 전투 초기에 잔학 행위로 악명을 떨쳤다.
히틀러유겐트 사단이 주목을 받았던 이유는 입대한 청소년 대부분이 1926년에 태어난 히틀러 청소년단(히틀러유겐트) 단원이었기 때문이다.

## 편성과 훈련
히틀러 청소년단 단원으로 구성된 무장 친위대 사단을 편성하자는 생각은 1943년 1월 고틀로프 베르거(Gottlob Berger) SS중장에 의해 제시되었다. 베르거는 이를 SS제국지도자 하인리히 힘러에게 제안했고, 힘러는 이내 이 제안의 열렬한 지지자가 되었다.
1926년에 출생한 히틀러 청소년단원으로 전원 구성된 전투 사단을 만들자는 계획은 아돌프 히틀러에 의해 승인되었다. 히틀러 또한 이 제안에 열렬한 지지를 표명했던 것이다. 그리고 1943년 2월 10일 HJ 사단을 편성하라는 공식적인 명령이 떨어졌다. 베르거는 사단장으로 자신을 추천했지만, 힘러는 제1 SS 기갑 사단 LSSAH의 베테랑인 프리츠 비트 SS상급대령을 사단장으로 임명했다.
신규 부대에 쓰일 문장 도안을 위한 경연대회가 열렸고, 수많은 도안 중 채택된 것은 제1 SS 기갑 사단 LSSAH 문장으로 쓰인 열쇠에 히틀러유겐트 지크루네(sigrune)가 엇갈리게 교차된 문장이었다.
1943년 9월 1일 16,000명이 넘는 HJ 신병들이 6주간의 기초 훈련을 마치고 SS 기갑척탄병 사단 히틀러유겐트에 군적을 올렸다. 벨기에 베베를로(Beverloo)에서 훈련을 계속하던 중 기갑척탄병 사단이 아닌 기갑 사단으로 편성하라는 통고를 받았고, 그에 따라 사단은 SS 기갑 사단 히틀러유겐트로 재편성되었다. 대부분의 신병이 너무 어렸기 때문에 담배와 술 대신 과자와 사탕이 지급되었다. 1943년 10월 마침내 사단에 제12 SS 기갑 사단 히틀러유겐트라는 명칭이 수여되었다.
민족사회주의 독일 노동자당의 선전과 선동을 보고 자란 히틀러 청소년단원들은 나치즘을 열렬하게 신봉했지만 군인으로서의 자질은 매우 부족했다. 숙련된 기간병들이 필요했기 때문에 제1 SS 기갑 사단 LSSAH의 베테랑들이 히틀러유겐트 사단의 장교와 부사관으로 차출되었다. 부족한 인력은 육군에서 차출되었다. 사단에서 이루어진 훈련은 일반적으로 이루어지는 훈련과 달랐다. 비트는 수많은 규칙과 규정을 어겨가면서까지 최대한 빨리 전투 준비를 끝마칠려고 했기에 현실적인 전투 시나리오와 실사격 훈련이 주가 되었다. 그 결과 HJ의 사기는 충천해졌고, 간부들과 병사들 사이의 관계는 신뢰와 존경을 바탕으로 더 없이 끈끈해졌다.
1944년 4월 언제라도 투입이 가능하도록 만반의 태세를 갖춘 HJ는 전략 예비 기갑 부대로서 가이어 폰 슈베펜부르크 기갑대장의 서부기갑집단에 배속되어 노르망디 캉 근방으로 이동했다.
1944년 봄 내내 사단은 주변 지형에 익숙해지기 위해서 캉 근방에서 훈련을 계속했다. 이 훈련이 얼마나 귀중한 경험이었는가는 몇 달 후 밝혀지게 된다. 5월 27일 비트의 서른여섯 번째 생일과 SS소장 진급을 축하하는 파티가 열렸다. 한 척탄병이 말한 평화롭기 그지 없는 "축제 분위기"는 얼마 후 깨지게 된다.
1944년 6월 초 사단은 투입 준비를 완료했다고 보고했다. 이하는 1944년 6월 1일 사단 작전 참모 후베르트 마이어 SS소령이 작성한 인원 및 자재 상황 보고서이다.
|               | 정원    | 부족    |
| ------------- | ------- | ------- |
| 장교          | 664     | 144     |
| 부사관        | 4,575   | 2,192   |
| 병            | 15,277  | + 2,360 |
| 러시아 보조병 | (1,103) | (887)   |
| 합계          | 20,516  | 24      |

|                              | 인가 | 보유 | 충족률 | 단기수리 |
| ---------------------------- | ---- | ---- | ------ | -------- |
| 3호 전차                     | 4    | 2    | 50%    | -        |
| 4호 전차                     | 101  | 91   | 90%    | 7        |
| 5호 전차 (판터)              | 81   | 48   | 59.2%  | 2        |
| 대전차 자주포 (4호 구축전차) | 45   | 12   | 26.6%  | 1        |
| 대공전차 (FlakPz38)          | -    | 12   | -      | -        |
| 보병 수송 장갑차             | 390  | 306  | 78.4%  | 27       |

※단기 수리는 3주 이내 수리 가능한 차량을 말한다.
과거 영미 측 전사가들이 주장과는 달리 실제 히틀러유겐트 사단의 전력은 여의치 못한 편이었다. 더욱이, 예하 대전차 부대인 제12 SS 전차구축 대대는 투입 태세조차 갖추지 못한 상태였다. 4호 구축전차를 정족수까지 확보하지 못한 상태였던 것이다. 추가로 1944년 5월 히틀러유겐트 사단 병력 일부가 제1 SS 기갑 사단 LSSAH으로 전속되었다.
1944년 5월 동 사단의 부사관 및 병사 2,055명은 재편성을 위해 러시아 전선에서 벨기에에 있는 원 히틀러유겐트 사단 병영으로 이동해온 아돌프 히틀러 사단으로 이적, 아래 기록한 대로 숫자상으로는 여유 병력이 장교, 부사관의 부족분을 메우는 형태가 되었다. "전필요 병력 20,516명에 현재 병력 20,540명으로 여유 인원 24명".

다시 한 번 언급하지만 사단은 병력, 장비 모든 면에서 결코 충분하다고 할 수 있는 상태가 아니었다.

## 노르망디 전역
1944년 6월 6일 서방 연합군의 노르망디 침공 즉 노르망디 상륙작전이 개시되었다. HJ는 제21 기갑 사단과 함께 상륙지점에 가장 가깝게 배치되어 있었지만 히틀러가 출동 허가를 내리지 않아 6월 6일 14시 30분까지 전선으로 출동할 수 없었다. 사단은 끊임없는 연합군 전투폭격기의 공격으로 인해 소드와 주노 해안 근방으로 진격하는 데 상당한 곤란을 겪었다. HJ 선발대가 에브레시(Evrecy) 근방에 위치한 집결지에 도착한 것은 6월 6일 22시 경이었다.
6월 7일 쿠르트 마이어 SS대령의 제25 SS 기갑척탄병 연대는 막스 뷘셰 SS중령의 제12 SS 기갑 연대 2대대와 함께 포병 지원을 바탕으로 몇 마일 떨어지지도 않은 해안에서 진격해 들어오는 캐나다군을 격멸하라는 명령을 하달받았다. 마이어 SS대령의 말을 빌리자면 상륙한 캐나다군은 "바다에 던져진 작은 물고기"였다. 오티(Authie)에서 다수의 캐나다군 전차를 격파하고 노스 노바스코샤 하이랜더 연대(The North Nova Scotia Highlanders) 소속 1개 중대를 전멸시켰지만 캐나다군의 진격을 막는 데는 실패했다. 양측은 공격의 핵심이 효과적인 정찰임을 깨달았고, 마이어 SS대령은 부하들이 예전에 동부 전선에서 훌륭히 해냈던 것처럼 신속한 공격을 통한 충격 효과를 기대했지만 불행히도 여긴 노르망디였다. 제25 SS 기갑척탄병 연대는 마이어 SS대령의 당초 계획과는 달리 1시간 앞서 캐나다군의 측면에 대한 공격을 개시할 수밖에 없었다.
측면을 엄호할 다른 부대의 지원도 그리고 어떤 정찰 정보도 없는 상태에서 이루어진 제25 SS 기갑척탄병 연대와 제12 SS 기갑 연대 2대대의 공격은 초기에만 성공적이었을 뿐, 시간이 지나면서 급속도록 그 추진력을 잃었다. 오티에 진입한 노스 노바스코샤 하이랜더 연대가 시간을 버는 사이 동 여단 소속 다른 중대들이 방어진지를 구축했다. 셔브룩 퓨질리어 연대(The Sherbrooke Fusiliers)는 독일군의 반격이 개시되자마자 히틀러유겐트 사단의 4호 전차와 대전차포에 의해 M-4 셔먼 전차를 25량 이상 손실했다. 히틀러유겐트 사단이 캐나다군 선봉 부대 일부를 압박해 3킬로미터 이상 후퇴시켰지만, 노스 노바스코샤 하이랜더 연대 잔존병들은 제25 SS 기갑척탄병 연대를 저지하고 견고한 방어선을 구축했다.
살아남은 캐나다군 포로들의 증언에 따르면 절망과 광기 그리고 분노로 가득찬 히틀러유겐트의 어린 병사들이 총으로 혹은 구타로 포로들을 살해했다고 한다. 심지어 도로 위를 행군하던 중에 트럭으로 포로를 깔아뭉개기까지 했다고 전했다. 당일 전투로 인한 양측의 사상자 수는 거의 비슷한 수준이었다. 양군의 피해는 전사 약 80명 그리고 포로 및 부상 175명 정도였다. 한쪽도 딱히 우세를 점하지 못한 처절한 싸움이었다.
마이어 SS대령은 높은 종탑을 가져 주변을 살펴보는 데 최적을 조건을 자랑하는 아르덴 수도원에 지휘 본부를 설치했다. 6월 7일 초저녁 마이어 SS대령은 연대의 다음 작전 행동을 짜는 데 필요한 정보를 얻기 위해 12명이 넘는 캐나다군 포로를 심문했는데, 심문이 끝난 후 그 포로들 전부가 수도원 뜰에서 살해되었다. 기록에 따르면 히틀러유겐트 사단에 항복한 캐나다군 포로 100여 명 전부가 살해당했다. 마이어의 연대는 요충지인 카르피케(Carpiquet) 비행장으로 이어지는 길목에 위치한 오티(Authie)와 부롱(Buron) 마을 근방에 배치되었다. 캐나다 제9 보병 여단이 진격해 들어오는 걸 저지하기 위해 제25 SS 기갑척탄병 연대는 다음 날까지 제26 SS 기갑척탄병 연대의 지원 없이 전투를 치렀고, 6월 8일에는 "캐나다 고지 경보병 연대(The Highland Light Infantry of Canada)"와 치열한 육박전을 벌여가면서까지 오티와 부롱을 사수했다.
6월 8일 빌헬름 몽케 SS중령의 제26 SS 기갑척탄병 연대가 전선에 도착했다. 마이어 SS대령의 제25 SS 기갑척탄병 연대가 캐나다군 일부를 격퇴했지만 캐나다 제7 보병 여단이 독일 전선에서 겨우 약 3킬로미터 떨어진 지점에 위치한 작은 마을 두 곳을 점령해 버렸다. 캐나다 제7 보병 여단은 제25 SS 기갑척탄병 연대의 후방을 가로질렀고, 제26 SS 기갑척탄병 연대가 서쪽에서 동 여단을 죄어들어 갔다. 작전 계획을 수립하고 부대 배치를 끝낸 제26 SS 기갑척탄병 연대는 노레 앙 베상(Norrey-en-bessin)을 향한 맹진격을 개시했다. 제26 SS 기갑척탄병 연대는 캐나다군의 방어선을 맹렬하게 파고들어 서쪽에 위치한 영국군과 그들 사이에 깊을 골을 형성시켰다. 다시 한 번 정찰 없이 캐나군에 대한 공격이 이루어졌다. 이번에는 히틀러유겐트 사단의 어린 병사들이 강고하게 구축된 진지로부터 빗발처럼 쏟아지는 포화 속으로 맹렬하게 뛰어들게 되었다.
앞서 벌어진 마이어의 전투가 끝난 지 약 8시간 후인 03시 30분, 공격이 개시되었고 일시적이긴 했지만 초반 전투는 히틀러유겐트 사단에 유리하게 진행되었다. 다수의 중대가 참가한 캐나다군을 상대로 한 사단의 공격은 실패로 끝이 났다. 거듭된 공격 시도로 막대한 사상자만이 발생했을 뿐이었다. 캐나다군 보병, 포병 그리고 이를 지원한 오타와 카메론 하이랜더 연대(The Ottawa Cameron Highlanders)의 중기관총 공격으로 공격에 참가한 히틀러유겐트 사단 소속 중대들은 막대한 손실을 입었다. 제일 먼저 전투가 벌어진 캐나다군 좌익에서는 용감무쌍한 일부 히틀러유겐트 척탄병들이 치열한 전투 끝에 로얄 위니펙 라이플 연대(The Royal Winnipeg Rifles)를 일시 노레(Norrey) 마을 밖으로 몰아냈지만 마을을 점령하는 데는 결국 실패했다.
캐나다군 우익에서는 천 명이 넘는 히틀러유겐트 사단 병력들이 마을을 수비하고 있던 250명 정도의 캐나다군을 공격하면서 노레를 둘러싼 싸움은 끝을 맞이했다. 캐나다군은 포병, 전차, 중기관총 등 모든 수단을 동원해 공격을 저지했고, 그 결과 히틀러유겐트 사단은 수많은 척탄병을 손실하고 추가로 척탄병을 지원하던 제12 SS 기갑 연대 소속 판터 8량까지 손실했다. 캐나다군의 반격에 격퇴당한 중대도 있었지만, 캐나다군의 격렬한 소화기 세례로 인한 피해에도 불구하고 수비선을 돌파하는 데 성공한 중대도 있었다. 막대한 손실을 입은 제26 SS 기갑척탄병 연대가 노레 근방에 있는 다른 마을로 후퇴하자, 캐나다군은 캉과 카르피케 비행장 근방에 위치한 요충지에 견고한 진지를 구축하고 그 위치에 눌러앉았다. 또다시 양측에 막대한 사상자가 발생했고, 다시 한 번 히틀러유겐트 사단에 항복한 수많은 캐나다군 포로들이 학살되었다. 게르트 브레머 SS소령 휘하 제12 SS 기갑수색 대대가 6월 8일 공격에 참가했고, 학살에까지 동참해 전투가 끝난 후 12명이 넘는 캐나다군 포로를 학살했다. 브레머 SS소령은 나중에 제출한 보고서에 자신이 학살에 관여하지 않았다고 밝혔다. 몽케 SS중령 휘하 제26 SS 기갑척탄병 연대 2대대는 20명 이상의 포로를 학살했는데, 대부분이 노레를 수비했던 위니펙 라이플 연대 병사들이었다. 위니펙 라이플 연대 병사들이 노레를 수비하면서 2대대에 막대한 손실을 입혔기 때문이었다. 학살당한 캐나다군 병사들의 시신은 마을에서 멀린 떨어진 곳에서 발견되었다.
전투 후 제12 SS 기갑수색 대대는 제26 SS 기갑척탄병 연대 서쪽에 배치되었다. 6월 8일 저녁 사단은 캐나다군을 바다로 되쓸어넣지는 못했지만 캐나다 제3 보병 사단을 효과적으로 저지해 연합군이 캉으로 진격하는 걸 막아냈다. D데이를 통틀어 목적지에 도달하는 데 성공한 연합군 부대는 이 캐나다 사단 하나뿐이었다.
반격에서 발휘한 용맹과 국부적인 성공에도 불구하고, 사단은 연합군을 바다로 되쓸어넣으라는 명령을 달성하는 데는 실패했다. 영국군이 히틀러유겐트 사단과 전투를 벌이고 있는 캐나다 제3 보병 사단을 확실히 지원할 수 있는 위치로 이동해 왔다. 영국군은 참호를 파고 견고한 방어선을 구축해 얼마 후 개시될 공격에 대비했다. 연합군은 내륙으로 진출할 교두보를 확실히 구축한 것이었다.
6월 14일 영군의 함포 사격이 베누아(Venoix)에 위치한 사단 사령부를 덮쳤고 그로 인해 프리츠 비트 SS소장이 전사했다. 사단은 지휘관을 잃었다. 33살의 "판처 마이어"가 지휘권을 인수했다. 대전 동안 서방 연합국과 추축국 양측을 통틀어 가장 젊은 사단장이 탄생한 순간이었다. (쿠르트 마이어의 명성 때문에 세간에는 이렇게 알려졌지만 실제 독일군 내 최연소 사단장은 32세에 제78 국민척탄병 사단장을 역임한 하랄트 폰 히르슈펠트 중장이다.)
이후 4주 내내 사단은 수적 우세와 압도적인 항공 전력을 바탕으로 캉을 확보하려고 한 연합군의 기도를 모두 돈좌시켰다. 이 당시 전투의 치열함은 동부 전선에서 독일군이 벌인 어떤 전투보다 더 심하면 심했지 덜 하지는 않았다. 연합군 측에서 악연(愕然)과 슬픔을 느낄 정도로 히틀러유겐트 사단의 어린 병사들은 최후까지 저항했다. 수 차례의 주공을 막아냈지만 그에 따른 사단의 손실도 심각한 지경이었다. 1944년 7월 9일 마이어 SS대령은 캉 북부 전선을 사수하라는 히틀러의 명령을 무시하고 갈갈이 찢겨진 사단의 잔존 병력을 이끌고 캉 남쪽으로 후퇴했다.
이하는 당시 사단장이었던 쿠르트 마이어가 당시 상황을 자서전《GRENADIERE》에서 술회한 내용이다.
아르덴에서 돌아온 후 군단에 절망적이라고 할 수밖에 없는 상황을 보고하고, 긴급히 잔존 사단 병력을 오른 강 동안(東岸)으로 철수시킬 수 있게 해달라는 요청을 했다. 숨통이 끊어지기 직전인 사단 잔존 병력으로는 더 이상 캉을 지켜낼 수 없었던 것이다. 하지만 군단은 요청을 각하했다. 캉을 사수하라는 총통 명령이 떨어져 있었던 것이다! 더 이상의 희생이 무의미하다는 모든 항의와 내 주장은 완전히 묵살되었다. 우리 보고 모두 캉에서 죽으라는 것이다!

지난 4주 동안 밤낮 없이 싸운 용감한 병사들의 희생이 한낱 개죽음에 지나지 않았다고 생각하자 극도의 분노가 일었다. 그따위 말도 안 되는 명령을 더 이상 수행할 필요가 없다고 생각하고 철수를 시작했다. 중화기를 즉시 오른 강 동안을 향해 재배치시켰다. 어스름할 무렵이 되어, 캉 외곽으로 모든 대대를 철수시켰다. 소규모 전차 부대를 투입해 퇴로를 확보했다. 제25 SS 기갑척탄병 연대 3대대는 고작 부사관 포함, 100여 명 정도가 남아있을 뿐이었다. 모든 장교가 전사, 부상 혹은 행방불명이 되었던 것이다.

추가로 아래 기록은 당시 사단 작전 참모였던 후베르트 마이어가 자신의 저작《Kriegsgeschichte der 12. SS-Panzerdivision "Hitlerjugend"》에서 당시의 상황을 술회한 내용이다.
그렇게 된다면, 사단의 잔존 부대는 포위되어 괴멸될 상황이었다. 이 보고에 따라 디트리히는 사태의 심각성을 인정했지만, B 집단군 사령부가 어떠한 희생을 치르고서라도 캉을 사수하라고 한 총통 명령을 고수하고 있었기 때문에 명령 해제는 불가능했다. 사단장(쿠르트 마이어 SS대령)은 심각한 갈등에 빠졌다. 여기서 이대로 피를 계속 흘려봐야 무슨 의미가 있겠는가, 그렇다고 총통 명령을 어겨도 될 것인가라는 극심한 갈등에 말이다. 사단 작전 참모(후베르트 마이어 SS소령)는 군단 참모장에게 전화를 걸어 사단장이 군단장에게 그랬던 것처럼 사단의 상황 판단을 말했다. 프리츠 크레머 SS소장은 아무 말없이 이에 귀를 기울였고, 투입 가능한 예비 부대의 유무를 물었다. 예비는 없었다. 이어 포병의 탄약 비축량을 물어봤고 후베르트 마이어 SS소령은 탄약 잔량이 필요 최소한도뿐이라고 대답했다. 참모장은 최후의 말을 입에 담았다.

"설령 자네들이 우세한 적과 싸워 오른 강 남안으로 되밀려나게 된다고 해도 그건 결코 명령에 반하는 후퇴 행위라고 볼 수 없네."

사단 작전 참모는 참모장에게 예를 표하고, 사단은 최선을 다할 것입니다라는 말을 덧붙였다. 전화를 끊은 작전 참모는 사단장에게 이를 보고했다. 쿠르트 마이어 SS대령은 안도의 한숨을 쉬며, 즉시 각 지령을 통해 휘하 각 부대의 지휘소에 이하와 같은 지시를 내렸다. 제25 SS 기갑척탄병 연대는 일몰 후 각 대대를 캉 외곽으로 철수시킨다. 철수 이전에 전투 가능한 중화기는 진지를 이동시키고 사격 준비를 완료해 놓는다.

크레머 SS소장의 말에 용기를 얻은 쿠르트 마이어 SS대령은 "무단 퇴각"을 결심했고, 이로 인해 히틀러유겐트 사단은 전멸을 면할 수 있었다. 하지만 이미 사단의 피해는 돌이킬 수 없을 지경이었다. 이하는 사단의 대략적인 피해와 히틀러유겐트 사단에 대한 평가를 알 수 있는 서부 전구 총사령부 작전 참모부의 전투 일지 일부이다.
7월 14일 서부 전구 총사령관 폰 클루게 원수는 서부기갑집단과 제1 SS 기갑 군단을 방문해 제프 디트리히 SS대장으로부터 상황 보고를 받았다. 특히 강조된 것은 심각한 손해 상황과 히틀러유겐트 사단의 유례없는 공적이었다. 사단장 쿠르트 마이어 SS대령이 원수에게 직접 보고했다. 의논은 주로 소모된 사단의 교체와 새로운 부대의 투입에 집중되었다. (중략) 침공이 개시된 이래 제12 SS 기갑 사단의 피해는 약 5,000명에 이르렀다.

게르트 폰 룬트슈테트 원수가 히틀러에게 파면된 후 후임으로서 서부 전구 총사령관에 임명된 귄터 폰 클루게 원수 또한 사단의 선전을 치하했지만, 사후 치사(致謝)에 지나지 않는다고 할 수 있었다.

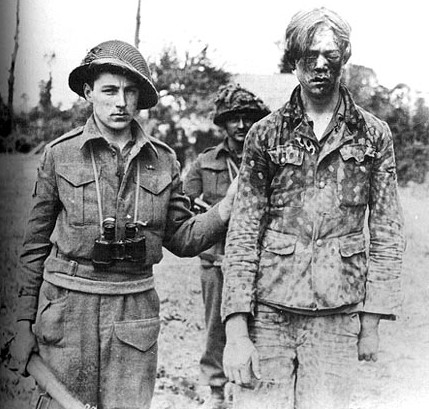
1944년 8월 9일, 캐나다군에게 포로가 된 히틀러유겐트 사단 소속 기갑척탄병.

약간의 휴식을 취한 사단은 7월 19일 영연방군이 결행한 굿우드 작전을 막기 위해 재투입되었다. 그 후 사단은 전선에서 물러나 제1 SS 기갑 군단 예비 기동 전력으로 활용되었다. 휴식과 재편성을 취할 사이도 없이 사단은 소방수 역할을 하며 끊임없이 전선으로 내달렸다. 8월 초 사단은 영연방군이 결행한 두 작전, 토탈라이즈 작전과 트랙터블 작전을 저지하기 위한 방어 작전에 투입되었다. 토탈라이즈 작전이 개시되면서 HJ는 겨우 60량 남짓한 전차로 600량이 넘는 전차를 보유한 시몬즈 중장의 캐나다 제2 군단과 맞부딪혔다. 이런 절망적인 상황 속에서도 사단은 토탈라이즈 작전을 저지해냈다. 하지만 포위망 완성의 저지하는 데는 결국 실패했다.
수천의 병력과 한줌의 전차만을 가진 초라한 부대로 전락한 히틀러유겐트는 팔레즈 포위망에 뚫린 탈출로를 유지하기 위한 작전에 투입되어 포위망에 갇힌 아군의 탈출을 도왔다. 이 와중에 기갑 연대장 막스 뷘셰 SS중령이 영국군에게 포로가 되었다. 8월 22일 포위망이 붕괴되면서 독일 제7군 소속 병사 수만 명이 포로 신세가 되었다. 사단 잔존 병력은 센강 너머로 후퇴했다.
히틀러유겐트 사단 병사들이 노르망디 전투에서 용맹한 투사로서의 명성을 얻었는지는 모르겠지만, 캐나다군 포로를 학살한 행위는 히틀러유겐트 사단 문장에 씻을 수 없는 오욕을 남겼다.

## 후퇴 - 라인 강을 보라
히틀러유겐트 사단에 약간의 휴식이 주어졌지만 신규 병력이나 장비의 보충은 전혀 이루어지지 않았다. 사단은 얼마 후 전투에 재투입되었고 프랑스-벨기에 국경에서 벌어진 퇴각전에 참가했다. 1944년 9월 전투에 투입 가능한 사단의 척탄병은 500명을 헤아리기도 어려울 지경이었고, 전차나 중장비는 전무한 상황이었다. 9월 6일 쿠르트 마이어 SS소장이 벨기에 파르티잔에서 포로가 되었다. 당시 마이어 SS소장은 SS 제복 대신 육군 제복을 착용하고 있었다. 퇴각의 혼란 속에서 사단은 맡겨진 구원 임무를 제대로 수행해 낼 수 없었다. 포로가 된 마이어 SS소장 대신 사단 작전 참모인 후베르트 마이어 SS소령이 사단 지휘권을 인수했다.
1944년 11월 전선에서 물러난 사단은 재편성을 위해 독일 본토에 위치한 나인부르크(Neinburg)로 이동했다. 충원이 시급했던 병력은 해군과 공군에서 차출, 전군된 장병들로 채워졌고, 그 결과 재편된 사단은 1944년 봄과는 달리 정예라 불릴 만한 전력과는 거리가 먼 부대가 되었다. 같은 달 말 후베르트 마이어 SS소령은 후고 크라스 SS대령과 교체되었고, 사단 또한 안트베르펜을 탈환하고 연합군의 진공을 저지할 목적으로 입안된 대규모 공세인 라인 강을 보라 작전을 준비하고 있던 제프 디트리히 SS상급대장 휘하 제6 기갑군으로 소속이 변경되었다.
1944년 12월 16일 작전이 개시되었다. 제1 SS 기갑 사단 LSSAH에서 차출된 병력으로 편성된 파이퍼 전투단(기존 전차 전력에 티이거2 중대가 추가되었다)이 140여대의 전차로 이 공세의 선봉을 맡아 적 수비선을 돌파해 나갔다. HJ는 파이퍼 전투단을 따라 진격로를 개척했지만, 제12 국민척탄병 사단으로 인해 발생한 교통 정체로 진격은 금세 난항에 빠졌다. 전선에 이른 사단은 엘제보른 고개에 자리를 잡은 미국 제99 보병 사단과 동사단으로부터 전선을 인수한 미국 제2 보병 사단의 강력한 저항에 부딪혔다. 수 차례에 걸친 고된 노력에도 불구하고 미군은 꿈쩍조차 하지 않았다. 그 결과 사단은 좌익으로 돌려지게 되었고, LSSAH 사단 본대가 선두에 서게 되었다. 미군의 방해로 사단은 목적지에 이르지도 못했고, 파이퍼 전투단이 괴멸된 후에는 디트리히 SS상급대장의 제6 기갑군 또한 같은 처지가 되고 말았다. 연말이 가까워오자 HJ는 바스토뉴를 확보하기 위해 남쪽으로 기수를 돌렸고, 바스토뉴 시 주변에서 악전고투했다. 1945년 1월 18일 HJ를 포함한 모든 독일군은 진격을 개시했던 지점으로 되밀려나고 말았다.

## 헝가리 - 오스트리아
1945년 1월 20일 디트리히 SS상급대장 휘하 제6 기갑군에 헝가리로 이동하라는 명령이 떨어졌다. 루마니아 유전 지대를 탈환할 목적으로 입안된 공세에 참가하고, 포위망에 빠진 제9 SS 산악 군단 소속 병사 45,000여 명을 탈출시키기 위해 부다페스트에 회랑을 개척하기 위해서였다.
사단이 헝가리로 이동을 하고 있을 당시, 헤르베르트 오토 길레 SS대장의 제4 SS 기갑 군단이 몇 가지 불운한 구출 작전을 개시했다. HJ는 LSSAH와 함께 제1 SS 기갑 군단 소속이 되어 부다페스트 함락이 목전이었던 1945년 2월 초에 헝가리에 도착했다. 사단은 다뉴브강에 위치한 에스테르곰 근방에 형성된 소련군의 강고한 돌출부인 에스테르곰 교두보를 제거하기 위해 투입되었다. HJ와 LSSAH는 분투했고, 그 결과 2월 말에 소련군의 교두보는 분쇄되었다.
사단은 이어서 루마니아 유전 지대를 탈환할 목적으로 입안된 경칩 작전에 참가했다. 작전 기밀이 새어나가지 않을까하고 노심초사했던 히틀러는 공격이 개시되기 전까지 일체의 정찰 행위를 엄금했다. 끔찍한 조건 속에서도 불구하고 1945년 3월 6일 공격은 순조롭게 개시되었다. 해빙으로 인해 대부분의 도로가 진창길로 변한 탓에 독일군은 몇몇 소로를 비롯해 지극히 제한된 진격로 밖에 이용할 수 없었다. 초기의 성공에도 불구하고 독일군을 포위할 정도로 위협적이었던 소련군의 역공으로 공세는 무산되었다. 경칩 작전 실패 후 히틀러는 무장 친위대에 대한 신뢰를 잃어버렸고, 공격에 참가한 사단들에게 지급된 소매띠를 반납하라는 명령을 내렸다. 하지만 분노한 디트리히는 명령을 수행하길 거부했다.
단, 요제프 디트리히 SS상급대장이 명령을 하급 부대로 전달하지 않은 것만이 사실이다. 경칩 작전, 흔히 벌러톤 공세라 불리는 전투에서 무장 친위대 병사들이 육군 기갑 부대의 엄호 사격 중 적전도주 했고, 이 일이 계기가 되어 히틀러가 충성과 명예의 상징인 소매띠 반납을 명령했던 것이다. 쿠르트 마이어의 1957년 저작 《GRENADIERE》에서 저작의 추가 내용을 담당한 후베르트 마이어 등 진실을 알고 있던 무장 친위대 퇴역 장교들은 사실을 애써 외면하고 감출려고 했다. 앞서 언급한 서적에서 후베르트 마이어는 다음과 같이 사실을 왜곡했다.
이제 소매띠에 대한 설명을 해야 할 듯하다. 일단 플라텐(독어 Platten, 헝가리어 Balaton) 호수 전투에 참가한 제6 SS 기갑군 소속 SS 사단들에 소매띠 반납 명령이 내려온 건 사실이다. 제6 SS 기갑군 사령관 제프 디트리히 SS최상급집단지도자 겸 무장 친위대 상급대장은 이 명령에 따르지 않았다. 단, 당시 기만 목적으로 소매띠를 부착하지 않기는 했었다. 소매띠 반납 명령이 내려온 경위는 아래와 같다.

플라텐 호수 공세 당시, 남부 집단군 사령관 오토 뵐러(Otto Wöhler) 보병대장은 후방으로 이동하던 아돌프 히틀러 사단 소속 방사포 운용병들과 우연히 만났다. 뵐러 보병대장은 후방으로 이동하는 이유를 묻기 위해 그들을 불러세웠다. 방사포 부대 지휘관은 뵐러 대장에게 차량이 고장나 본대에서 낙오되었고, 현재 본대를 찾아가는 중이라고 대답했다. 참모장과의 전화 통화에서 뵐러 대장은 SS조차 진지를 버리고 달아났다고 말하며 공세 실패 이유를 그럴 듯하게 둘러댔다. 그 대화는 저녁에 열린 총통 회의에 참석한 히틀러의 귀에까지 들어갔고, 그로 인해 소매띠 반납 명령이 내려지게 된 것이었다.

제프 디트리히 SS상급대장은 휘하 참모 장교를 총통 사령부에 보내 실제 상황, 제반 사정 그리고 부대 행동을 보고하며, 명령의 철회를 요청했다. 아돌프 히틀러는 잘못된 보고에 따라 내려진 명령임을 인정하고 소매띠 반납 명령을 철회했다.

왜 상황이 잘못 알려졌을까. 다른 모든 설명들은 잘못된 정보와 정치적 선전을 바탕으로 하고 있었던 것이다. 진실을 알리기 위해 관련 사실을 여기서 밝힌다. 사자든 생자든 과거 모든 무장 친위대 군인들과 그들의 가족에 관한 진실을 왜곡할려는 행위는 여전히 계속되고 있다.

실상은 명백히 이와 다르다. 1945년 3월 27일 무장 친위대의 추태에 머리끝까지 화가 난 히틀러는 제6 SS 기갑군 사령부에 소매띠 반납 명령을 내렸고, 사령관 요제프 디트리히 SS상급대장은 이 치욕스러운 명령에 눈시울을 적시고 말았다. 참모장 프리츠 크레머 SS소장도 실망과 분노에 떨었다. 총통은 그들을 버린 것이었다. 하지만 디트리히 SS상급대장은 사단 이하 제대에 명령을 전달하지 않고, 사령부 내부에서 문제를 무마했다. 이런 대처에도 불구하고 사태의 진전은 손을 쓸 수 없을 정도로 빨랐다. 더 이상 제6 SS 기갑군 소속이 아니었던 토텐코프 사단 소속 장교들조차 명령의 내용을 다른 경로로 전해듣고 분노와 실망을 감추지 못했던 것이다. 이후 상황은 후베르트 마이어가 진술한 그대로이다. 단, 명령을 직접 전해받은 요제프 디트리히, 프리츠 크레머, 게오르그 마이어 등은 자신들이 차고 있던 소매띠를 떼어냈다. 명령은 실행된 것이다.
후베르트 마이어 등 무장 친위대 장교들의 노력에도 불구하고, 어째서 사건이 세간에 알려지게 되었는지는 의견이 분분하지만 당시 남부 집단군 사령관이었던 오토 뵐러 보병대장이 당시 휘하 참모장에게 말했던 내용이 유출된 걸로 추측된다. 당시 동 기갑군 참모를 지낸 게오르그 마이어 SS중령이 전후 "남부 집단군 사령부로부터 정보가 유출되었다."는 증언이 이를 뒷받침해준다. 남부 집단군 사령부에도 이 명령이 전해졌기 때문이었다. 더욱이 동 전구에 있던 제6군 사령관 헤르만 발크 기갑대장은 후베 포위망 돌파 작전 당시 제2 SS 기갑 군단을 비난한 행동과 콘라트 작전 당시 제4 SS 기갑 군단장 헤르베르트 오토 길레 SS대장과 충돌한 일로 유명한 SS 혐오자였다. 어쨌거나, 수많은 무장 친위대 장교들의 은폐 노력에도 불구하고 진실은 밝혀진 것이다.
3월 중순 슈툴바이센베르크(Stuhlweissenberg) 근방에서 벌어진 강력한 소련군의 역공으로 발크 군집단이 두 동강이 났고, 이는 비엔나를 향한 전면적인 퇴각으로 이어졌다. 히틀러유겐트 사단은 후위를 맡아 절망적인 퇴각전에 수 차례나 말려들었고, 4월 13일에는 비엔나에서 철수했다. 오덴부르크와 히르텐부르크를 거쳐 철수한 사단은 미군 진영 근방인 오스트리아 린츠에 이르렀다. 1945년 5월 8일 엔스 근방에서 사단 잔존 병력 10,000여 명이 미군에게 항복했다. 미군의 명령에도 불구하고 사단은 자신들의 차량에 백기를 내걸길 거부했다. 이것이 사단이 할 수 있었던 최후의 저항이었다.

## 전쟁 범죄
다 합쳐 100명 이상의 캐나다군 포로가 제12 SS 기갑 사단 "히틀러유겐트"에 의해 살해되었다. 살인자들과 그 처벌을 위한 조사에 대해서는 다음에 언급하는 책에서 상세히 기술되어 있다. 「Conduct Unbecoming: The Story of the Murder of Canadian Prisoners of War in Normandy by Howard Margolian (ISBN 0-8020-8360-9) (University of Toronto Press, 1998)」.
사단은 1944년 6월 처음으로 전투를 치르면서 몇 건에 이르는 잔학 행위를 저질렀다. 6월 8일 36명의 캐나다군 포로가 빌헬름 몽케 SS중령 휘하 제26 SS 기갑척탄병 연대 일부 병사들에 의해 학살되었다. 같은 날 사단 기갑수색 대대 소속 중대 일부 병력들이 추가로 12명이 넘는 캐나다군 포로를 학살했다.
1944년 6월 7일과 6월 8일 사이 캉 남쪽에 위치한 아르덴 수도원에서 쿠르트 마이어 SS대령 휘하 제26 SS 기갑척탄병 연대 소속 일부 병사들이 캐나다군 포로를 학살했다. 이 사건이 마이어의 지휘 본부에서 벌어졌기 때문에 전후 마이어는 부하 몇 명과 함께 이와 관련된 범죄 혐의로 기소되었다. 쿠르트 마이어를 피고로 한 전쟁범죄 재판에서 이루어진 증언 또한 마이어가 전투 후에 포로를 잡지 않으려고 했다는 내용을 바탕으로 혐의를 뒷받침해 주었다. 제12 SS 기갑 사단에 불리한 모든 진술은 6월 6일부터 17일 사이에 집중되어 있다. 카르피케, 오티 그리고 뷔롱 근방에서 벌어진 전투의 격렬함, 어린 히틀러유겐트 사단 척탄병들에게 이루어진 혹독한 훈련과 정치적 세뇌 그리고 광신주의가 포로 살해를 쉽게 발생할 수는 있는 여건을 조성했다고 볼 수 있었다. 제12 SS 기갑 사단 장교들이 학살에 반대했고, 2주 동안 그들 사이에서는 그 견해가 우세했다는 명백한 증거도 존재했다.
전후 마이어는 캐나다군 및 영국군 포로 학살 공모 혐의로 기소되어 캐나다 군 법정에서 사형을 선고받았다. 1946년 1월 캐나다군 재판관 크리스토퍼 보크스 소장은 모든 정황 증거를 참작해 마이어의 형을 종신형으로 감형했다. 보크스는 격렬한 전투 중 적과 포로를 구분짓는 일이 얼마나 어려운 일인지 잘 알고 있었다. 마이어가 캐나다군 포로를 살해하라는 지시를 내렸다는 어떠한 증거도 없었지만 무기도 소지하지 않은 12명의 포로가 살해되었다는 사실은 의심할 여지 없이 명백한 일이며, 비록 마이어가 살인에 관해서는 무죄일지라도 지휘관으로서 책임이 없다고 할 수 없었다. 아르덴 수도원에 위치한 마이어의 지휘 본부 내에서 벌어진 포로 학살을 둘러싼 사건은 특히 더 문제가 되었던 것이다. 보크스는 전투로 격해진 병사들은 항복을 할지라도 종종 적병을 죽일 수 있다는 사실을 잘 알고 있었다. 하지만 물적 증거와 마이어의 지휘 본부 안에서 캐나다군 포로들이 살해되었다는 독일 병사들의 증언을 무시할 수는 없었다.
1954년 9월 7일 노르망디에서 포화를 교환한 캐나다 및 영국 장교들의 도움으로 마이어는 석방되었다.
빌헬름 몽케의 경우는 이해하기가 어려운데, 그는 종전이 된 시점에서 몇 십 년이 지난 후에야 영국, 캐나다 그리고 미국 법정에 대전 중에 저지른 여러 사건으로 기소되었다. 첫 번째 사건부터 언급하자면, 1940년 벨기에 침공 당시 빌헬름 몽케 SS대위 휘하 "친위대 히틀러 경호대" 연대 2대대 일부가 연대장 제프 디트리히가 전사했다는 잘못된 정보를 전해 받았다. 보릉후트 학살로 알려진 사건에서 로얄 워윅셔 퓨질리어 연대(The Royal Warwickshire Fusiliers) 2대대 소속 영국군 포로 약 80명이 죽은 디트리히의 복수를 위해 살해되었다.
학살이 자행되었다는 것은 명백하지만 몽케가 학살에 어느 정도 관여했는지는 전혀 알 수 없었고, 그에 따라 그는 진술을 위해 재판에 회부된 적이 단 한 번도 없었다.
휘하 제26 SS 기갑척탄병 연대 소속 일부 병사들이 6월 8일 캐나다군 포로들을 또다시 학살했고, 그가 제1 SS 기갑 사단장이 된 후에도 휘하 병사들이 말메디 학살로 알려진 미군 포로 학살 사건을 저질렀다. 이런 혐의들에도 불구하고 어떤 나라도 독일 법정에 몽케를 출두시키는 데 성공하지 못했다.

## 부대 구성 및 지휘관
- 기사십자장 수훈자: 15명
- 구성인원: 히틀러 청소년단원

### 사단명의 변천
- SS 기갑척탄병 사단 히틀러유겐트(SS-Panzer-Grenadier-Division Hitlerjugend) 1943년 2월 ~ 1943년 10월
- SS 기갑 사단 히틀러유겐트(SS-Panzer-Division Hitlerjugend) 1943년 10월
- 제12 SS 기갑 사단 히틀러유겐트(12. SS-Panzer-Division Hitlerjugend) 1943년 10월 ~ 1945년 5월

### 역대 지휘관
| 이름            | 계급   | 임기시작         | 임기종료         |
| --------------- | ------ | ---------------- | ---------------- |
| 프리츠 비트     | SS소장 | 1943년 6월 24일  | 1944년 6월 14일  |
| 쿠르트 마이어   | SS소장 | 1944년 6월 14일  | 1944년 9월 6일   |
| 후베르트 마이어 | SS중령 | 1944년 9월 6일   | 1944년 10월 24일 |
| 프리츠 크레머   | SS소장 | 1944년 10월 24일 | 1944년 11월 13일 |
| 후고 크라스     | SS소장 | 1944년 11월 13일 | 1945년 5월 8일   |

### 병력 상황
- 1943년 12월 21,482명
- 1944년 4월 22,595명
- 1944년 5월 20,540명
- 1944년 6월 1일 20,516명
- 1944년 7월 15일 15,500명
- 1944년 10월 12,000명
- 1944년 12월 19,657명
- 1945년 5월 10,000명

### 작전 지역
- 벨기에 1943년 6월 - 1944년 3월
- 프랑스 1944년 3월 - 1944년 9월
- 벨기에 및 서부 독일 1944년 9월 - 1944년 12월
- 벨기에 아르덴 1944년 12월 - 1945년 1월
- 서부 독일 1945년 1월 - 1945년 2월
- 헝가리 및 오스트리아 1945년 2월 - 1945년 5월

### 전투서열
1944년 6월 히틀러유겐트 사단의 전투서열이다. 이후는 지휘관을 제외하곤 대동소이하다.
- 사단 사령부(533명)

사단장 프리츠 비트 (Fritz Witt) SS소장
작전 참모 후베르트 마이어 (Hubert Meyer) SS소령
군수 참모 프리츠 부흐자인 (Fritz Buchsein) SS소령
사단 부관 하인리히 슈프링어 (Heinrich Springer) SS소령
사령부 호위 중대 - 중대장 프리츠 군트룸 (Fritz Guntrum) SS중위
1소대 - 소총 소대
2소대 - 중기관총 소대
3소대 - 대전차 소대
4소대 - 경보병포 소대
5소대 - 경기관총 소대
6소대 - 오토바이 보병 소대
- 제12 SS 기갑 연대(2,301명)

연대장 막스 뷘셰 (Max Wünsche) SS중령
- 제1 전차 대대 (판터 대대) - 대대장 아놀트 위르겐슨 (Arnold Jürgensen) SS소령

본부 중대
1중대 - 쿠르트 안톤 베를린 (Kurt Anton Berlin) SS대위
2중대 - 헬무트 게데 (Helmut Gaede) SS중위
3중대 - 루돌프 폰 리벤트로프 (Rudolf von Ribbentrop) SS중위
4중대 - 한스 파이퍼 (Hans Pfeiffer) SS대위
수리 중대 - 로베르트 마이어 (Robert Maier) SS소위
- 제2 전차 대대 (4호 전차 대대) - 대대장 칼 하인츠 프린츠 (Karl-Heinz Prinz) SS소령

본부 중대
5중대 - 헬무트 반도 (Helmut Bando) SS중위
6중대 - 루트비히 룩데셸 (Ludwig Ruckdeschel) SS대위
7중대 - 파트릭 뢰젠 (Patrick Rösen) SS대위
8중대 - 한스 지겔 (Hans Siegel) SS중위
9중대 - 오스투프 뷔트너 (Ostuf Buettner) SS중위
수리 중대 - 칼 뮐러 (Karl Müller) SS대위
※ 원 4호 전차 대대 편제는 각 22량을 장비한 4개 중대이나 새로운 기갑 전술을 시험하고 있던 히틀러유겐트 사단은 1개 전차 중대를 4호 전차 17량과 대공전차 3량으로 편성했다. 동 사단이 장비한 4호 전차 차체에 4연장 20 밀리미터 대공포를 장착한 대공 전차는 비르벨빈트 대공 전차의 프로토 타입이 되었다. 단, 수량 부족으로 1개 중대는 동 대공전차 3량으로 구성된 대공 소대를 배속받지 못했다.
- 제25 SS 기갑척탄병 연대(3,316명)

연대장 쿠르트 마이어 (Kurt Meyer) SS대령
- 1대대 - 대대장 한스 발트뮐러 (Hans Waldmüller) SS소령

1중대
2중대
3중대
4중대 - 중화기 중대
- 2대대 - 대대장 한스 슈카피니 (Hans Scappini) SS소령

5중대
6중대
7중대
8중대 - 중화기 중대
- 3대대 - 대대장 칼 하인츠 밀리우스 (Karl-Heinz Milius)

9중대
10중대
11중대
12중대
13중대 - 중보병포 중대 "150mm sIG 33"(자주포) x 6
14중대 - 대공 중대 Flak 20mm x 12
15중대 - 수색 중대 폴크스바겐 장비
16중대 - 공병 중대
- 제26 SS 기갑척탄병 연대(3,316명)

연대장 빌헬름 몽케 (Wilhelm Mohnke) SS중령
- 1대대 - 대대장 베른하르트 크라우제 (Bernhard Krause) SS소령

1중대
2중대
3중대
4중대 - 중화기 중대
- 2대대 - 대대장 베른하르트 지프켄 (Bernhard Siebken)

5중대
6중대
7중대
8중대 - 중화기 중대
- 3대대 (보병 수송 장갑차 대대)- 대대장 에리히 올뵈터 (Erich Olboeter) SS소령

9중대
10중대
11중대
12중대
13중대 - 중보병포 중대 "150mm sIG 33"(자주포) x 6
14중대 - 대공 중대 Flak 20mm x 12
15중대 - 수색 중대 폴크스바겐 장비
16중대 - 공병 중대
- 제12 SS 기갑수색 대대(938명)

대대장 게르트 브레머 (Gerd Bremer) SS소령
1중대 - 장갑차 중대 Sdkfz 221 및 Sdkfz 231 장비
2중대 - 장갑차 중대
3중대 - 수색 중대
4중대 - 수색 중대
5중대 - 중화기 중대
- 제12 SS 전차구축 대대(516명)

대대장 야콥 한라이히 (Jakob Hanreich) SS소령
본부 중대
1중대 - 게오르그 후어들레브링크 (Georg Hurdlebrink) SS중위 - 4호 구축전차 x 10
2중대 - 바흐터 (Wachter) SS중위
3중대 - 뵈스트 (Woest) SS대위
※ 3중대의 마더는 나중에 4호 구축전차로 인가 변경. 정확한 변경일은 불명.
- 제12 SS 기갑 포병 연대(2,499명)

연대장 프리츠 슈뢰더 (Fritz Schröder) SS중령
- 1대대 - 대대장 에릭 우르바니츠 (Eric Urbanitz) SS소령

1포대 - 105mm 자주포 Wespe x 6
2포대 - 105mm 자주포 Wespe x 6
3포대 - 150mm 자주포 Hummel x 6
- 2대대 - 대대장 알프레트 쇠프스 (Alfred Schöps) SS소령

4포대 - 105mm 경곡사포 x 6
5포대 - 105mm 경곡사포 x 6
6포대 - 105mm 경곡사포 x 6
- 3대대 - 대대장 칼 바틀링 (Karl Bartling) SS소령

7포대 - 150mm 중곡사포 x 4
8포대 - 150mm 중곡사포 x 4
9포대 - 150mm 중곡사포 x 4
10포대 - 105mm 장포신 곡사포 (Kanone)
- 제12 SS 방사포 대대(약 675명)

대대장 빌리 뮐러 (Willy Müller) SS소령
1포대 - (편성 중)
2포대 - (편성 중)
3포대 - (편성 중)
4포대 - (편성 중)
- 제12 SS 방공 대대(약 940명)

대대장 루돌프 펜트 (Rudolph Fend) SS소령
1포대 - 88mm 대공포 x 4
2포대 - 88mm 대공포 x 4
3포대 - 88mm 대공포 x 4
4포대 - 37mm 대공포 x 9
5포대
병력 970명
- 제12 SS 기갑 공병 대대(약 1,050명)

대대장 지크프리트 뮐러 (Siegfried Müller) SS소령
1중대
2중대
3중대
4중대
- 제12 SS 기갑 통신 대대(519명)

대대장 에리히 판델 (Erich Pandel) SS소령
1중대
2중대
- 제12 SS 보급대 (Versorgungstruppen)(2,490명)

- 제12 SS 사단 수송대 (12.Panzerdivisions-Nachshubtzuppen)(976명)

대대장 롤프 콜리츠 (Rolf Kolitz) SS소령
1중대
2중대
3중대
4중대
5중대
6중대
- 제12 SS 기갑 정비 대대(543명)

대대장 아투어 만타이 (Artur Manthei) SS소령
1중대
2중대
3중대
4중대
5중대
- 제12 SS 관리 대대(311명)

대대장 코스 박사 (Dr. Kos) SS소령
제빵 중대 (béckerei)
도축 중대 (schlächterei)
급식대 (verpflegungsamt)
야전우편국
- 제12 SS 의무 대대(660명)

대대장 롤프 슐츠 (Rolf Schulz) SS대령
위생 중대
위생 중대
구급차 중대
수송 중대 (Versorgungs)
- 제12 SS 야전 보충 대대(2,438명)

네덜란드 아른험에 주둔

## 같이 보기
- 무장친위대의 부대 목록

## 참고 문헌
- SS-HITLERJUGEND (Rupert Butler 2003) ISBN 1-86227-193-3
- Hubert Meyer, SS 第 12 戰車師團史 上 (大日本繪畵 1998) ISBN 4-499-22678-3
- Hubert Meyer, The 12th SS: The History of the Hitler Youth Panzer Division: Vol.2 (Stackpole Books 2005) ISBN 978-0-8117-3199-7
- Kurt Meyer, Grenadiers (Stackpole Books 2005) ISBN 978-0-8117-3197-3
- Niklas Zetterling, Normandy 1944: German Military Organization, Combat Power and Organizational Effectiveness (J.J. Fedorowicz 2000) ISBN 0-921991-56-8
- Charles Messenger, Hitler's Gladiator:The Life and Wars of Panzer Army Commander (Conway 2005) ISBN 1-84486-022-1
- Michael Reynolds, Sons of The Reich (Casemate 2004) ISBN 1-932033-38-6
- Steel Rain (Brown Partworks 2001) ISBN 1-84094-092-9 {{isbn}}의 변수 오류: 유효하지 않은 ISBN.
- https://web.archive.org/web/20070503232735/http://home.att.net/~SSPzHJ/Index.html